# كاثرين هوارد

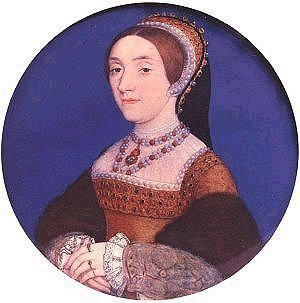
كاثرين هوارد

كاثرين هوارد (بالإنجليزية: Catherine Howard)‏ (1524-1542) الزوجة الخامسة للملك هنري الثامن. تزوجت من الملك بعد مرور فترة قصيرة من طلاقه من «آن من كليفز» عام 1540، وكان لأقربائها من آل «هوارد» دور في لفت انتباه الملك إليها. اتهمت بالزنا مع كل من توماس كلبيبر وفرانسيس ديرهام، لكن الملك أبى تصديق ذلك، لكن بعد أن وجد رسالة كانت قد أرسلتها 
كاثرين إلى كلبيبر، أثبتت عليها التهم، واعترفت هي بنفسها بذلك، ثم اقتنع القضاة بمعاقبتها فقطع رأسها عام 1542. تزوج من بعدها كاترين بار زوجته السادسة.

## معرض صور

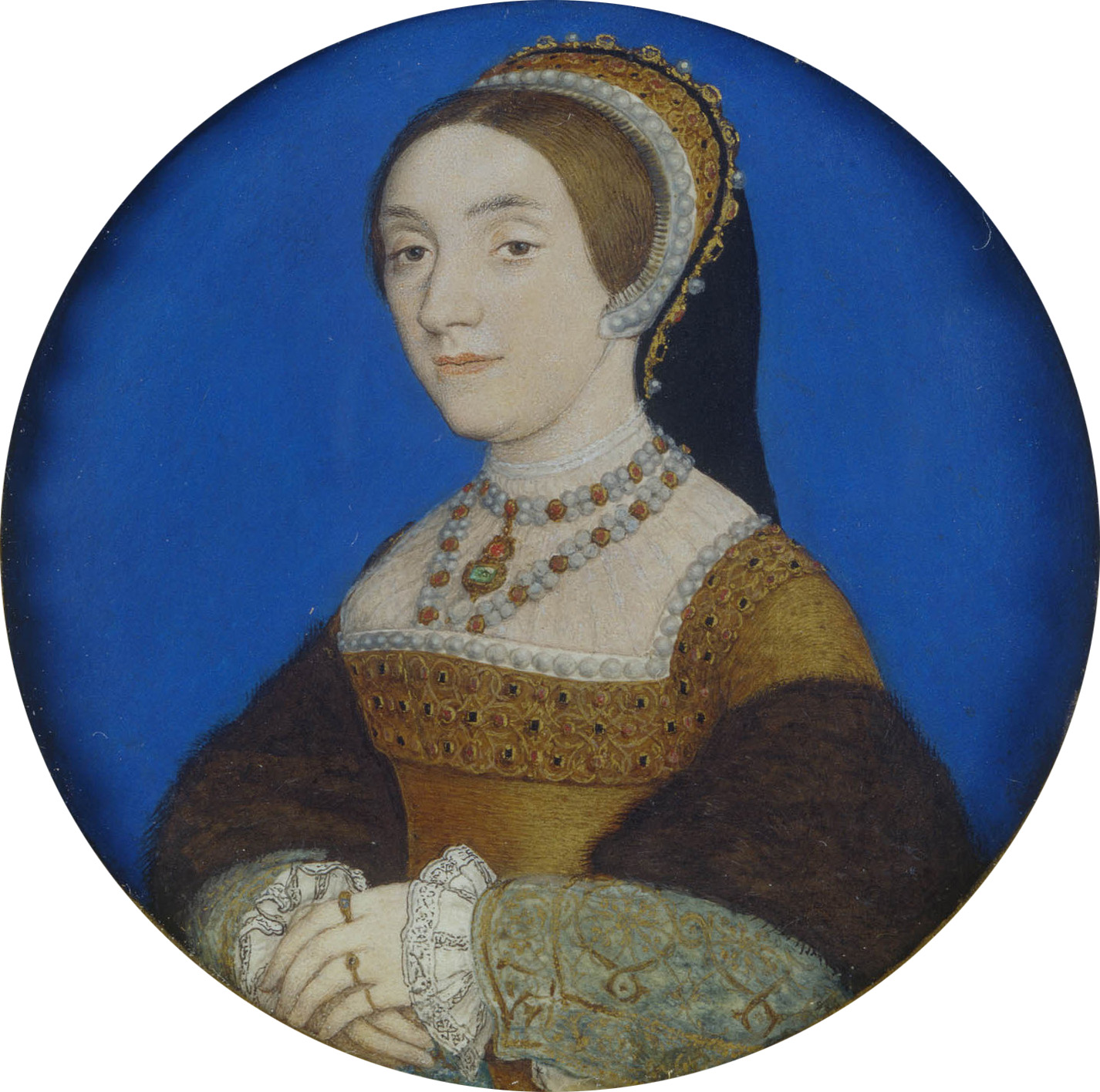
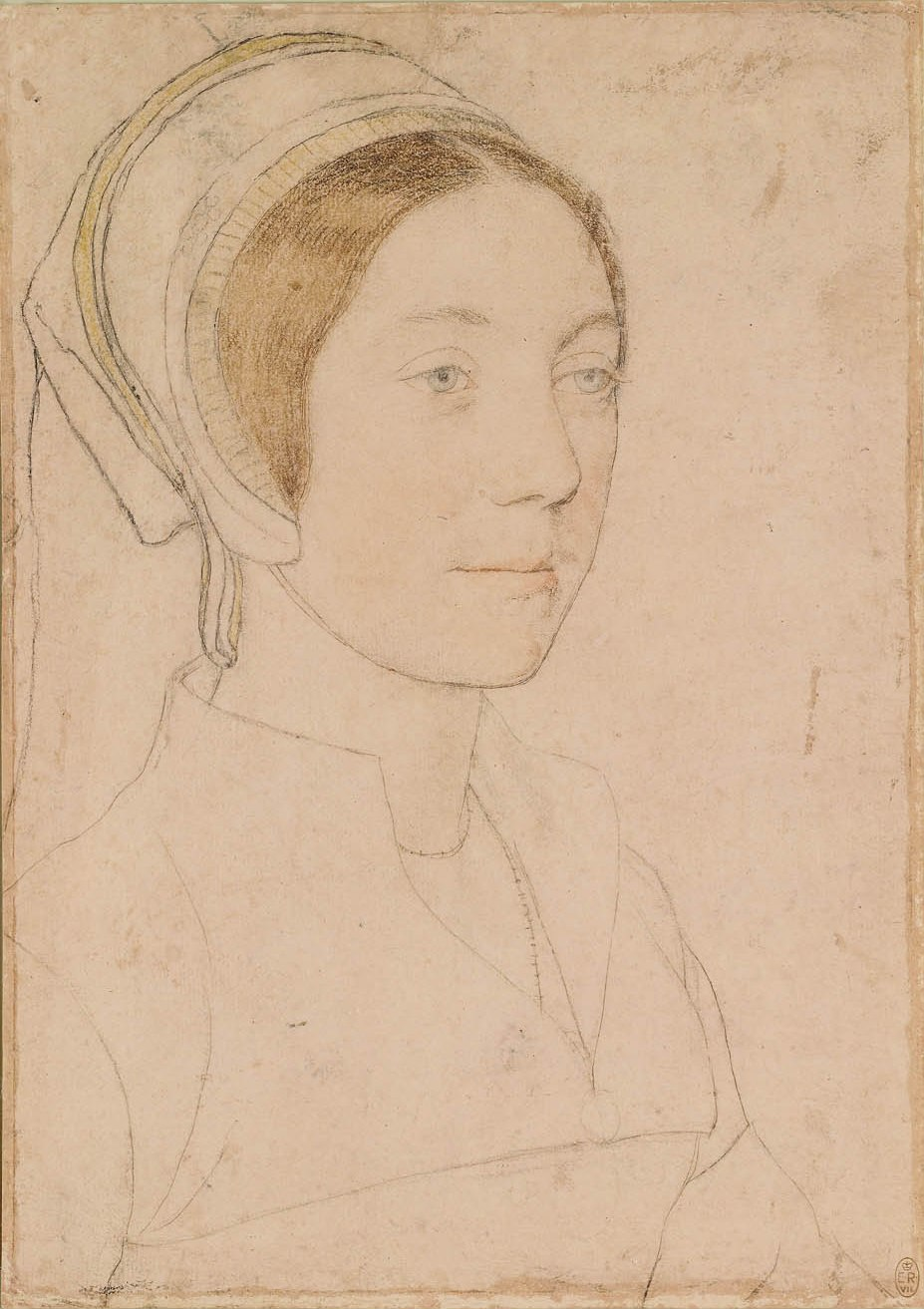
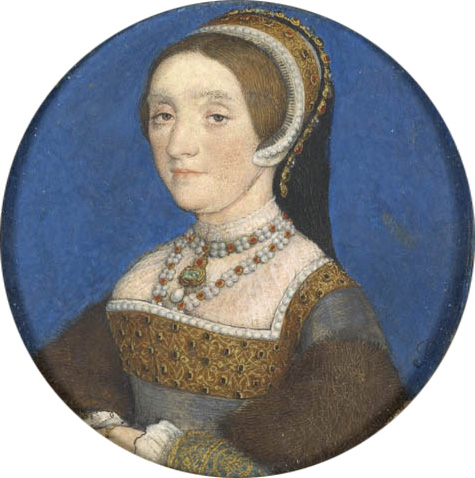
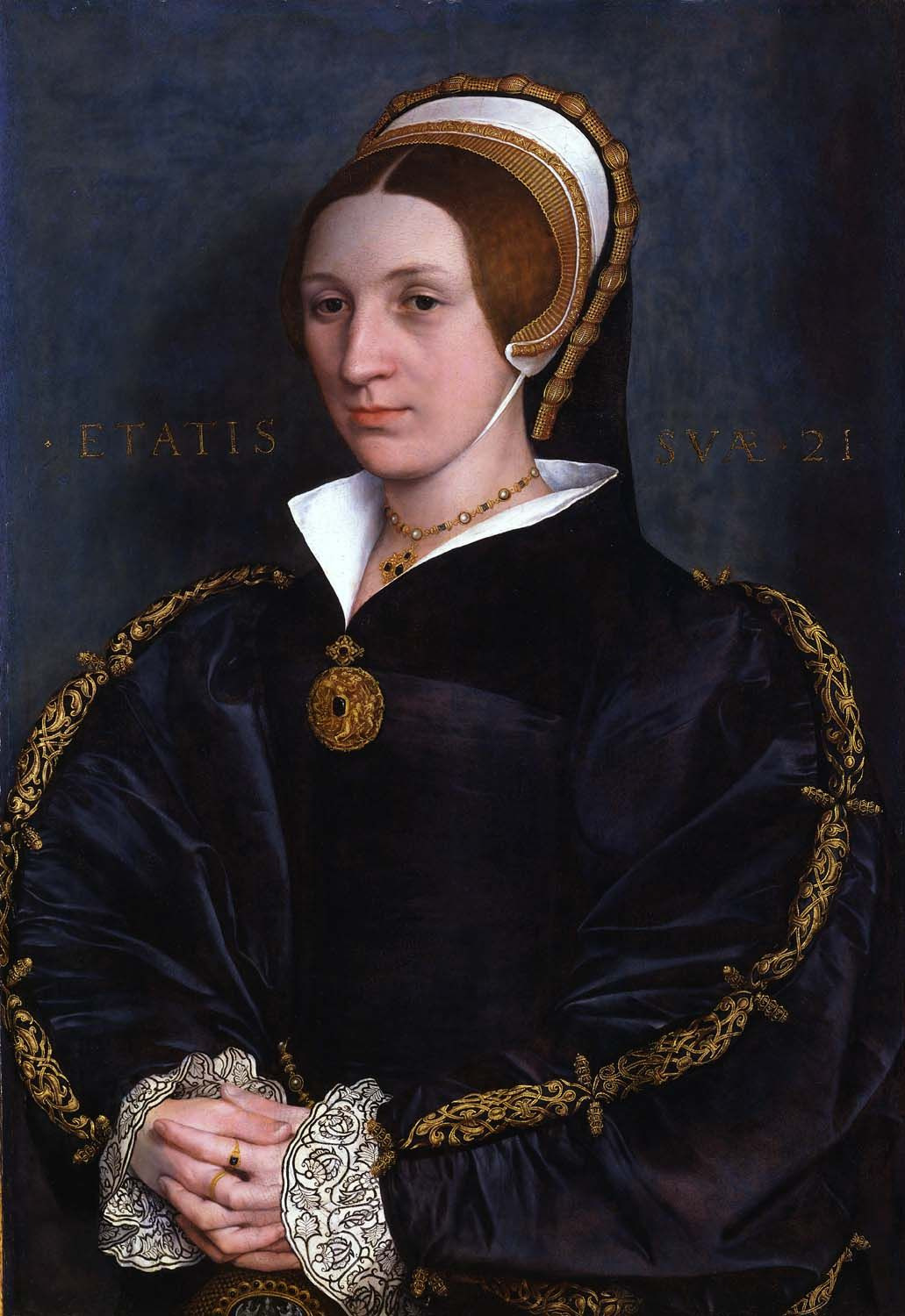